# Wolfgang Eric Wagner
Wolfgang Eric Wagner (* 1. Juli 1966 in Erfurt) ist ein deutscher Historiker.
Wolfgang Eric Wagner legte sein Abitur 1985 in Berlin ab. Er studierte von 1988 bis 1993 Germanistik und Geschichte an der Humboldt-Universität zu Berlin. Von 1997 bis 1999 war er als Wissenschaftlicher Mitarbeiter am Lehrstuhl Mittelalterliche Geschichte von Michael Borgolte im DFG-Projekt „Quellencorpus zum mittelalterlichen Stiftungswesen“ tätig. Im Jahr 1999 wurde er in Berlin mit der von Michael Borgolte betreuten Arbeit Universitätsstift und Kollegium in Prag, Wien und Heidelberg promoviert. Im selben Jahr war er wissenschaftlicher Mitarbeiter im DFG-Projekt „Die Stiftungen der fränkischen und deutschen Könige und ihre Wirklichkeiten“. 
Zwischen 1999 und 2001 arbeitete Wagner als Wissenschaftlicher Mitarbeiter am Institut für vergleichende Geschichte Europas im Mittelalter an der Humboldt-Universität. Anschließend wechselte er an das Historische Institut der Universität Rostock, wo er von 2001 bis 2006 als wissenschaftlicher Assistent 2006 bis 2012 als Juniorprofessor für Geschichte des Mittelalters und Historische Hilfswissenschaften tätig war. Er habilitierte sich 2009 in Rostock mit einer Arbeit über Gebetsverbrüderung und Herrscherbild im frühen Mittelalter. Im Sommersemester 2011 und Wintersemester 2011/12 lehrte er als Vertretungsprofessor für Frank Rexroth an der Universität Göttingen. Seit 2012 lehrt er als Universitätsprofessor für Mittelalterliche Geschichte an der Universität Münster.
Seine Forschungsschwerpunkte sind Historiographiegeschichte, Historische Hilfswissenschaften, vergleichende Geschichte, Erinnerungs-, Gedächtnis-, Gedenkkultur (Memoria) und Universitätsgeschichte. Er ist unter anderem Mitglied im Verband der Historiker und Historikerinnen Deutschlands, der Gesellschaft für Universitäts- und Wissenschaftsgeschichte (GUW), der Österreichischen Gesellschaft für Universitäts- und Wissenschaftsgeschichte, Verein für mecklenburgische Geschichte und Altertumskunde und im Verein für Rostocker Geschichte. Seit 2017 ist er Mitglied in der Historischen Kommission für Mecklenburg und seit 2021 deren Vorsitzender. Im Jahr 2007 erhielt er den Förderpreis für Lehre der Gesellschaft der Förderer der Universität Rostock.

## Schriften
Monografien
- Universitätsstift und Kollegium in Prag, Wien und Heidelberg. Eine vergleichende Untersuchung spätmittelalterlicher Stiftungen im Spannungsfeld von Herrschaft und Genossenschaft (= Europa im Mittelalter. Abhandlungen und Beiträge zur historischen Komparatistik. Band 2). Akademie, Berlin 1999, ISBN 3-05-003428-9 (Dissertation, HU Berlin, 1999).
- Die liturgische Gegenwart des abwesenden Königs. Gebetsverbrüderung und Herrscherbild im frühen Mittelalter (= Brill’s Series on the Early Middle Ages. Volume 19). Brill, Boston/Leiden 2010, ISBN 978-90-04-18923-2 (überarbeitete Habilitationsschrift, Universität Rostock, 2008/2009).

Herausgeberschaften
- Entscheidungsfindung in spätmittelalterlichen Gemeinschaften (= Kulturen des Entscheidens. Band 8). Vandenhoeck & Ruprecht, Göttingen 2022, ISBN 978-3-525-31134-9.
- mit Martin Kintzinger, Marian Füssel: Akademische Festkulturen vom Mittelalter bis zur Gegenwart. Zwischen Inaugurationsfeier und Fachschaftsparty (= Veröffentlichungen der Gesellschaft für Universitäts- und Wissenschaftsgeschichte. Band 15). Schwabe, Basel 2019, ISBN 978-3-7965-3823-0.
- Die Bibliothek der Historischen Gesellschaft von Johann Gustav Droysen (1860–1884). Eine Büchersammlung in der Zweigbibliothek Geschichte der Humboldt-Universität zu Berlin. Verzeichnet und kommentiert von Wolfgang Eric Wagner. Akademie, Berlin 2008, ISBN 978-3-05-008697-2.
- „Observantia lectionum in universitate Rostochiensi“ (1520). Das älteste gedruckte Vorlesungsprogramm der Universität Rostock (= Neues Etwas von gelehrten Rostockschen Sachen, für gute Freunde. Quellen und Erläuterungen zur Geschichte des gelehrten Lebens in Rostock. Band 1). Kovač, Hamburg 2011, ISBN 978-3-8300-5126-8.